# Begoña García
Begoña García Grau, née le 19 juillet 1995 à Saragosse, est une joueuse de hockey sur gazon espagnole. Elle évolue au poste d'attaquante au Club de Campo et avec l'équipe nationale espagnole.
Elle a participé aux Jeux olympiques d'été de 2016.

## Carrière

### Coupe du monde
- : 2018

### Championnat d'Europe
- : 2019

### Jeux olympiques
- Top 8 : 2016, 2020